# Steve Edwards (hockey sur gazon)
Pour les articles homonymes, voir Edwards.
Steve Edwards est un joueur de hockey sur gazon néo-zélandais évoluant au poste de milieu de terrain au Northern Tridents et avec l'équipe nationale néo-zélandaise.

## Biographie
Steve est né le 25 janvier 1986 à Henderson.

## Carrière
Il a été appelé en équipe nationale première en 2008 pour concourir aux Jeux olympiques d'été à Pékin, en Chine.

## Palmarès
- : 2e aux Jeux du Commonwealth en 2010